# Тасманово море
Тасманово (на английски: Tasman Sea) е периферно море в югозападната част на Тихия океан, разположено между Австралия и остров Тасмания на запад и Нова Зеландия на изток. Според международната хидрографска организация границите му са следните:
- на запад мие югоизточните брегове на Австралия и източните брегове на островите Фюрно и остров Тасмания, а Басовия проток го свързва с Индийския океан;
- на север границата с Коралово море се прекарва по линиято от източната част на Австралия по 30°ю.ш. до рифовете Елизабет и от там на североизток до най-южната част на островите Нова Каледония;
- на североизток границата с море Фиджи преминава от най-южната част на островите Нова Каледония през остров Норфолк и островите Три Кингс до нос Северен на Нова Зеландия;
- на изток мие западните брегове на островите Нова Зеландия, а протока Кук между Северния и Южния остров го свързва с останалата част на Тихия океан;
- на юг границата с останалата част на Тихия океан се прекарва от най-южния нос на Нова Зеландия на юг през остров Стюарт, островите Те Снерс и Оклънд, а след това на северозапад до най-южната точка на остров Тасмания.[1]

Дължина от север на юг 3300 km, ширина до 2250 km, площ 3336 хил.km2, максимална дълбочина 6015 m, разположена в южната му част. В средната му част от север на юг и югоизток се простира подводния хребет Лорд Хау (минимална дълбочина 100 – 300 m) от двете страни на който са разположени Тасмановата котловина (на запад и югозапад с максимална дълбочина 6015 m) и Новокаледонската котловина (на изток с дълбочини под 3000 m). Температурата на водата на повърхността през зимата (август) се изменя от 22 °C на север до 9 °C на юг, а през лятото (февруари) от 25 °C до 15 °C съответно. Соленост 35 – 35,5‰. Приливите са полуденощни с височина до 5,3 m. Богато рибно разнообразие: летящи риби, риба тон, риба меч, тихоокеанска селда и др. Главни пристанища:
- Австралия – Сидни, Нюкасъл, Бризбейн;
- Нова Зеландия – Оклънд, Ню Плимут.[2]

Наименувано е в чест на видния холандски мореплавател Абел Тасман, който пръв плава в него през декември 1642 г. по време на експедицията се за търсене на Южния континент в югозападната част на Тихия океан. През април 1770 г. великият английски мореплавател Джеймс Кук е вторият европеец посетил водите на морето, като изследва и картира целите му източни (Нова Зеландия) и северозападни (Австралия) брегове.